# イースト川トンネル
イースト川トンネル（英: East River Tunnels）は、ペンシルベニア駅の東端、マンハッタンにある32丁目と33丁目の交差点の地下からイースト川を横切りクイーンズのロングアイランドシティへ伸びる、4本の単線鉄道トンネルである。このトンネルをペンシルベニア駅やその北や東の地点を発着するロングアイランド鉄道 (LIRR) とアムトラックの列車が行き来する。またこのトンネルをサニーサイド車両基地へ回送するニュージャージー・トランジットの列車も行き来する。トンネルはアムトラックの北東回廊の一部である。ニューヨークとボストンの間やその他の目的地の間を行き来する列車はヘルゲート橋を行き来する途中でこのトンネルを使用する。

## 歴史

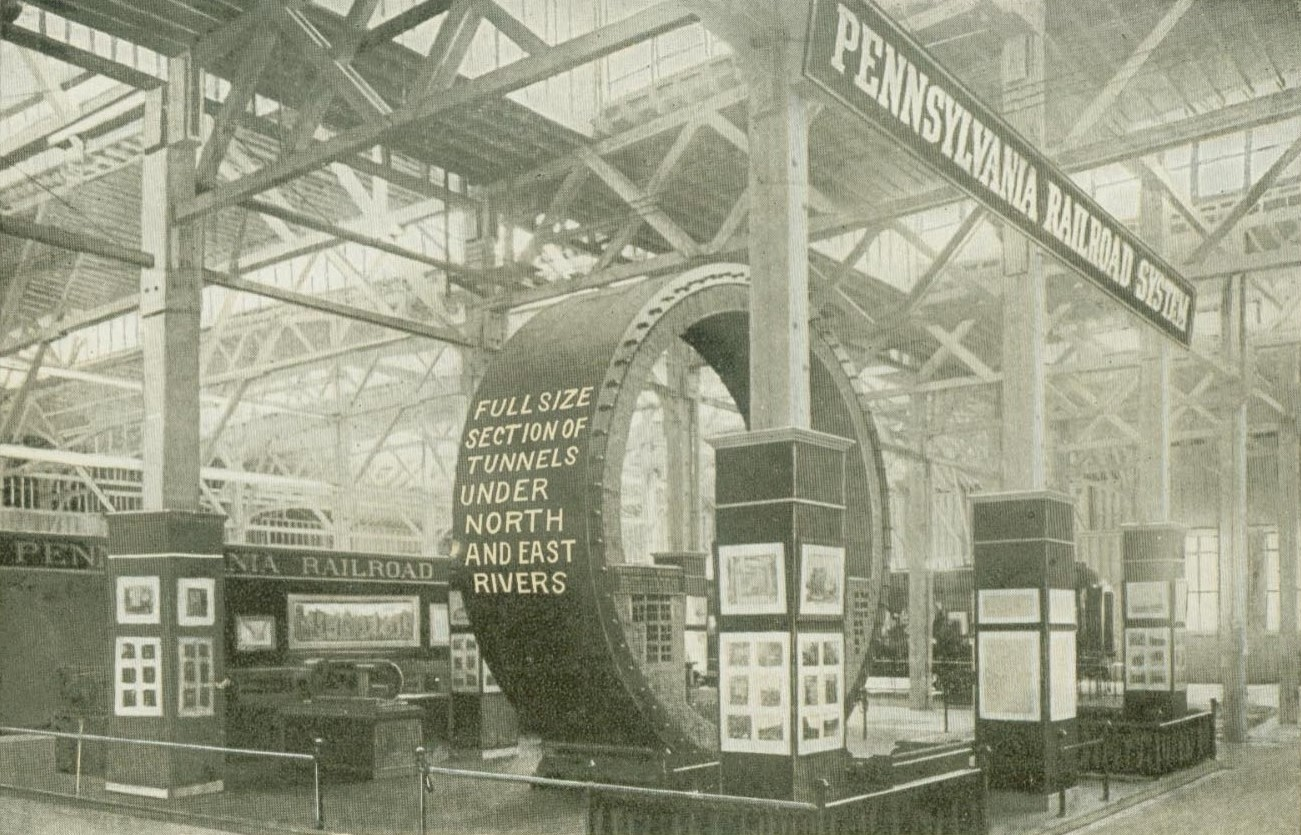
イースト川およびノース川の鉄道トンネルの断面図を見せる1907年の博覧会の展示品

そのトンネルは20世紀の最初の10年間にペンシルバニア・トンネル・アンド・ターミナル鉄道の一部として、ニューヨークにあるペンシルバニア鉄道の鉄道駅まで建設され、ペンシルベニア駅と同鉄道のサニーサイド・ヤードとの接続路線を構成した。当時LIRRはペンシルバニア鉄道の子会社であり、そのトンネルはLIRRが最初に（そして現在まで、唯一）マンハッタンへ直接アクセスすることを可能にした。
その計画は技師長のアルフレッド・ノーブル (Alfred Noble) によって指揮された。建設契約はS・ピアソン・アンド・サンと結ばれ、作業は1904年に開始された:111。4本のトンネルが同時に建設され、ペンシルベニア駅から東へ、ロングアイランドシティから西へ、1番街のすぐ東にある立坑から東西へ掘削された。トンネルは1910年にペンシルベニア駅とともに開業した。1910年までは、LIRRの列車はロングアイランドシティまで走行しており、乗客はそこからイースト川を横断するフェリーでマンハッタンの34丁目へ向かっていた。

## 現在の運行
イースト川トンネルは現在アムトラックが所有し、第三軌条方式と架空電車線方式の両方によって電化されている。ディーゼル機関車は通風の問題により、緊急時を除きトンネル内に入ることを許可されていない。そのため、LIRRはDM30AC（デュアルモード機関車）をラッシュ時に何本かの非電化路線からペンシルベニア駅に出入りする列車を牽引するために使用している。
川の下にある4本の線路は南から北に向かって数字がつけられており、1・2号線は32丁目のすぐ下を走り、3・4号線は33丁目の下を走る。東行きの列車は1番線と3番線を使う傾向があり、このため東行きの路線をまとめるために3号線のトンネルは2号線のトンネルの東端の数百フィート西側で2号線の下をくぐっている。
1・3号線の東側の入口: 北緯40度44分34秒 西経73度56分42秒 / 北緯40.7429度 西経73.9450度 
2号線の東の入口: 北緯40度44分32秒 西経73度56分54秒 / 北緯40.7421度 西経73.9483度 
4号線の東の入口: 北緯40度44分35秒 西経73度56分45秒 / 北緯40.74305度 西経73.94585度
西からハロルド信号扱所 (Harold Interlocking) へ接近するとき、4本の線路は南から北に向かって1-3-2-4号線である（そのとき3本のLIRRの線路は2号線と3号線の間であり、サニーサイド・ヤードへの引込線があちこちにある）。ハロルド信号扱所の東側では、1-3号線がLIRRの本線の4-2番線（南から北に）となり、2-4号線はLIRRの本線の3番線や西へのポートワシントン支線の本線となる。（ハロルド信号扱所は1990年に再配置された。それまでは2-4号線は西へのポートワシントン支線および西へのヘルゲート橋の線路となっていた。）